# スーパースライダー

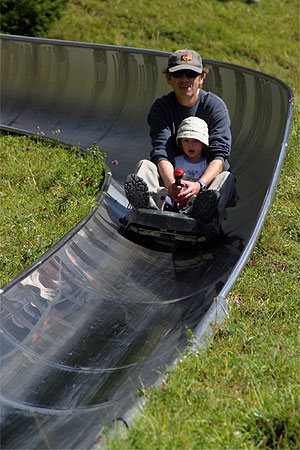
スーパースライダーで滑走する親子

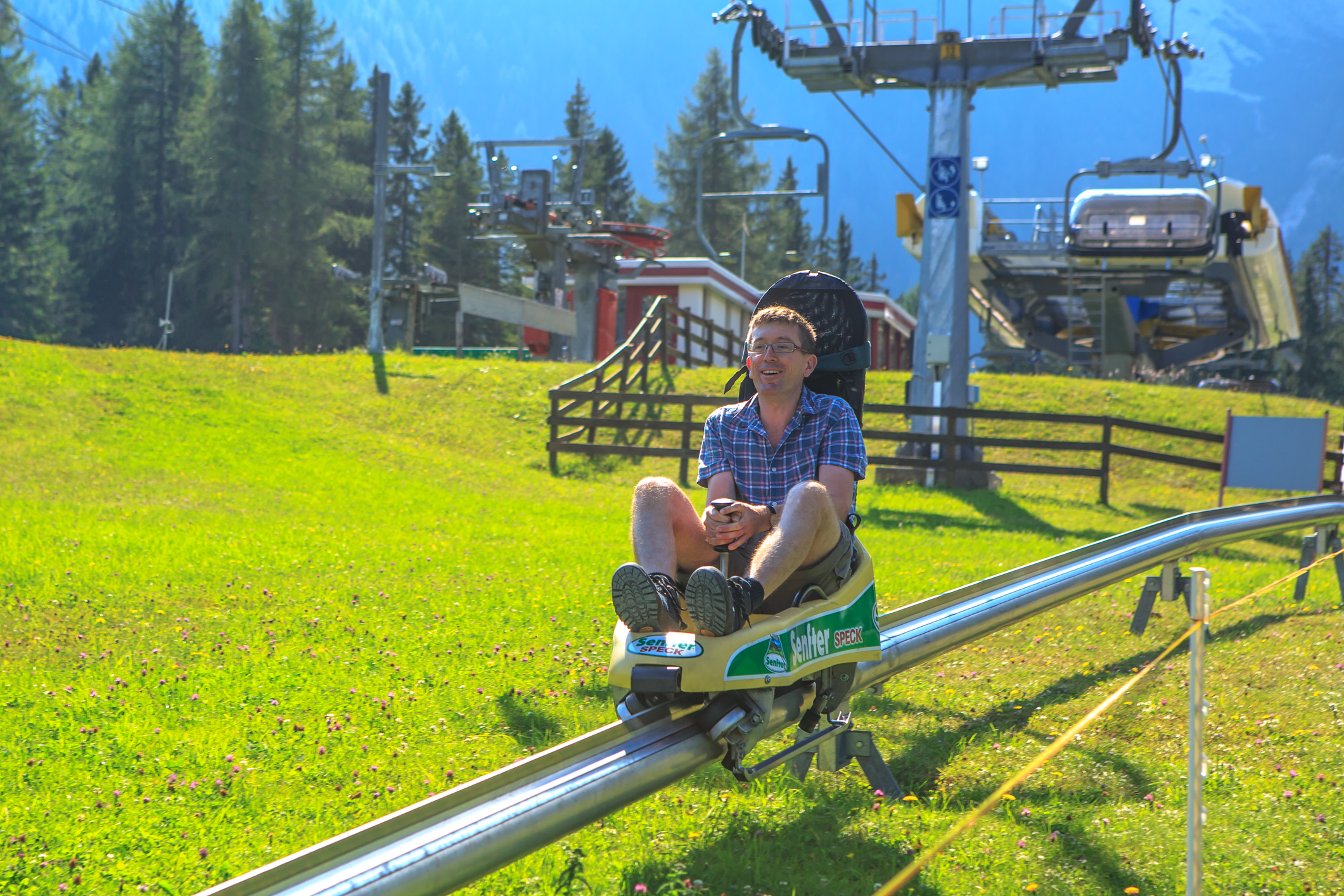
アルパインコースターの一例

スーパースライダーとは車輪がついたソリ形の乗り物（カート）に乗り、斜面に作られたコンクリート製の線路やすべり台を滑り降りて楽しむ遊具のひとつ。旧西ドイツで発明されたものであり、夏のボブスレー（サマーボブスレー）の異名を持つ。英語の呼称である summer toboggan は、「夏のトボガンぞり」を意味する。 
線路を持つタイプは、一般的にアルパインコースター/アルペンコースター (alpine coaster) やマウンテンコースター (mountain coaster) と呼ばれ、ローラーコースターの一種に区分される。
利用されるすべり台には一定の長さ（数十メートル〜）があり、ほとんどの場合は蛇行している。カートにはブレーキを操作するレバーがついており、スピードと体の重心を調整して滑り降りる。
日本では、スキー場施設の夏季の利用法の一つとして作られることがある。
2007年の段階で、世界最長の物は全長5.3キロメートルに及び、最も標高の高い物は海抜2971メートルから出発する。